# Pont Duge
El pont Duge ([tú.kɤ ̌ ] ), també anomenat pont de Beipanjiang, és un pont atirantat de quatre carrils a la frontera entre les províncies de Guizhou i Yunnan a la Xina. A partir de 2021, el pont és el més alt del món, amb la coberta de la carretera a més de 565 metres (1,854 ft) per sobre del riu Beipan. El pont forma part de l' autopista G56 Hangzhou–Ruili entre Qujing i Liupanshui. La torre de llevant mesura 269 m (883 ft), el que el converteix en un dels més alts del món.
El pont té una extensió de 1,340 m (4,400 ft) entre la ciutat de Xuanwei, Yunnan i el comtat de Shuicheng, Guizhou i escurça el viatge entre els dos llocs d'unes cinc hores amb cotxe a aproximadament una hora.

## Construcció
La construcció del pont va començar l'any 2011, es va completar el 10 de setembre de 2016 i es va obrir al públic el 29 de desembre de 2016. El pont va costar un total de 1.023 milions de yenes i es va trigar tres anys a construir-lo. Va ser reconegut pel Guinness World Records com el pont més alt del món el 2018.

## Galeria

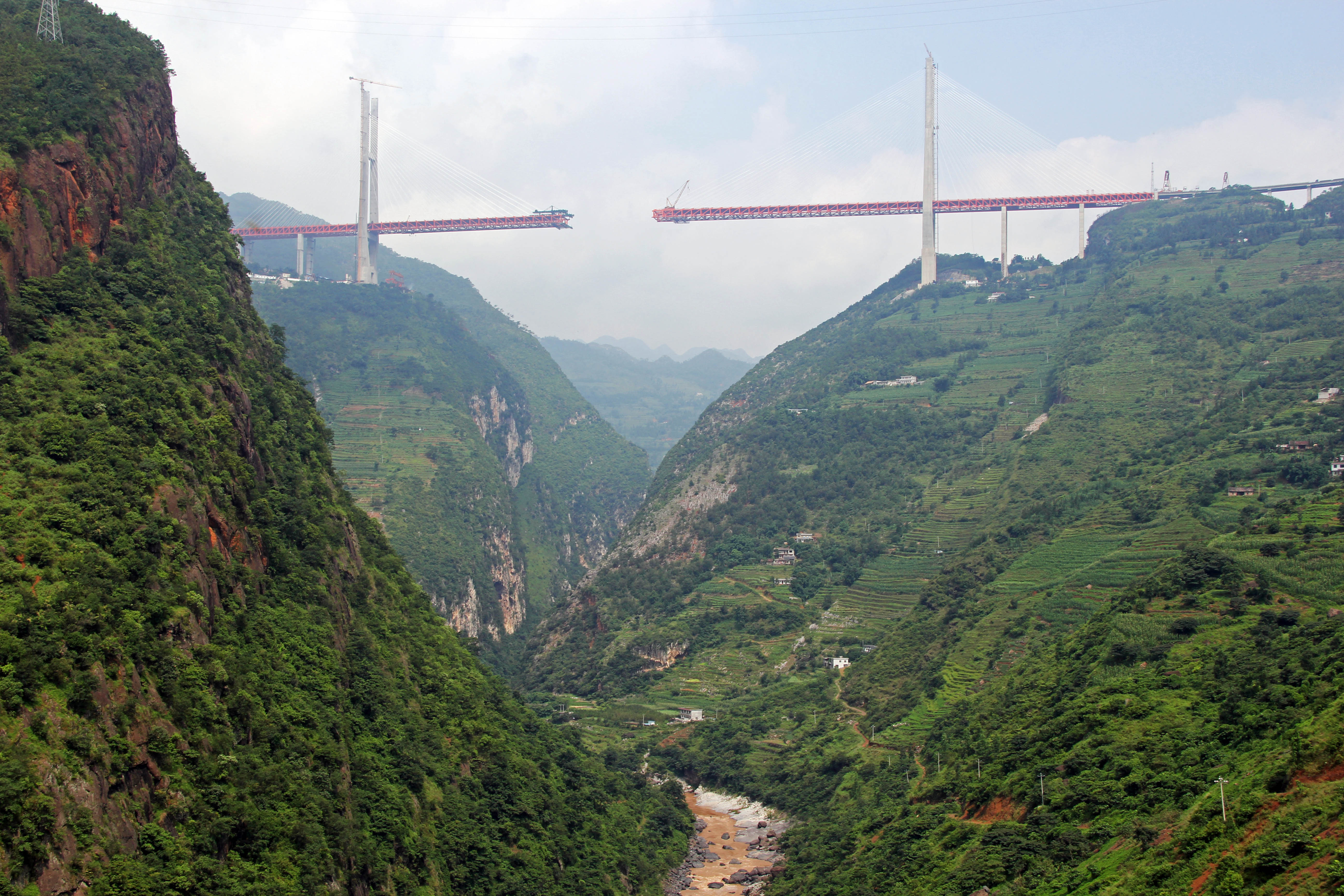
Durante la construcción